# Andreu Blanes
Andreu Blanes Reig (Onil, 14 de octubre de 1991) es un deportista español de carreras de orientación. Forma parte de la selección de española desde 2011 y ha participado en cinco mundiales desde entonces. En el año 2015 logró el entonces mejor resultado español de siempre en un mundial(ahora superado en el mundial de sprint del año 2024 por Álvaro Casado), quedando en séptimo lugar en la distancia sprint en Inverness (Escocia), igualando de nuevo este resultado en Riga (Letonia) el año 2018.
Ha sido campeón de España en todas las distancias (larga, media, sprint y relevos) y en 2011 fue subcampeón del mundo junior de sprint.

## Trayectoria deportiva
Comenzó a hacer orientación en Onil a la edad de 12 años entrenando con su club (C.E.Colivenc) y su entrenador Jesus Gil. Allí estuvo hasta que entró en la universidad en el 2009 y se fue a Madrid donde cambió de entrenador y empezó con Alberto Minguez, entrenador del grupo del C.A.R. de Madrid.
En esta etapa mejoró hasta llegar a ser subcampeón del mundo junior en 2011, pero al dar el paso a senior no consiguió los resultados esperados por lo que se mudó a Murcia a estudiar con una beca en la UCAM y en 2015 volvió a entrenarse bajo las órdenes de Jesus Gil. Los cambios le fueron muy bien y ese mismo año consiguió el mejor resultado español en unos campeonatos del mundo.

## Palmarés
- 10 veces Campeón de España (3xLarga, 2xMedia, 1xSprint , 4xRelevos)
- 1º Sierre-Zinal 2022
- 1º relevo 10mila (Falun, Suecia, 2016)
- 7º Campeonato del mundo (sprint, 2015 y 2018)
- 3º relevo 10mila (Eksjö, Suecia, 2014)
- 2º Campeonato del mundo junior (sprint, 2011)